# 中国人民解放军海军指挥学院
32°02′52″N 118°49′22″E / 32.04768°N 118.82279°E
中国人民解放军海军指挥学院，简称海军指挥学院、解放军海军指挥学院，位于江苏省南京市，是培养海军中高级指挥军官、参谋的军事高等院校，是海军最高学府，隶属中国人民解放军海军。

## 沿革
- 1952年5月16日，成立中国人民解放军军事学院海军系[1]。
- 1957年10月8日，扩建为中国人民解放军海军军事学院[1]。
- 1960年10月1日，更名为中国人民解放军海军学院[1]。
- 1969年2月，海军学院撤销[2]。1969年12月正式撤销[3]。原校址由第三海军学校（即海军航空工程学校的前身）进驻[2]。
- 1973年，中央军委决定在原海军学院院址组建中国人民解放军海军军政干部学校[1]。1973年12月，在原海军学院院址组建海军军政干部学校[3]。
- 1974年1月，海军军政干部学校成立，第三海军学校迁往锦西[2]。
- 1978年1月，海军军政干部学校恢复为中国人民解放军海军学院[1]。
- 1986年6月9日，更名为中国人民解放军海军指挥学院[1]。是海军最高学府，培养海军中、高级指挥军官，军以上机关参谋及军事学硕士、博士研究生[3]。
- 1990年，被批准为全军首批军事学硕士学位授予单位[3]。
- 1991年5月，中共中央总书记、中央军委主席江泽民题写院名。
- 2017年，在深化国防和军队改革中，调整组建新的中国人民解放军海军指挥学院[4]。

## 历任领导
| 院长 - 方强 中将（1957年10月—1959年1月，海军军事学院院长） - 刘道生 少将（1959年1月15日—1962年12月，海军军事学院、海军学院院长） - 谢立全 少将（1962年—1969年，海军学院院长） - 朱军（1974年—1978年，海军军政干部学校校长；1978年2月—1983年，海军学院院长） - 张序三（1983年8月—1985年7月，海军学院院长） - 田震环 海军中将（1985年12月—1990年6月，海军学院院长、海军指挥学院院长） - 李鼎文 海军中将（1990年6月—1996年11月） - 于正江 海军少将（1996年12月—2000年4月） - 苏士亮 海军少将（2000年4月—2002年1月） - 黄江 海军少将（2002年1月—2004年12月） - 刘卓明 海军少将（2004年12月—2010年） - 徐卫兵 海军少将（2010年—2011年） - 沈金龙 海军少将（2011年—2014年） - 高峰 海军少将（2014年—？） - 李汉军 海军少将（2021年—） 副院长 - 林遵 少将（1957年10月—？，海军军事学院、海军学院副院长） - 黄忠诚 少将（1957年10月—1962年3月，海军军事学院、海军学院副院长） - 朱军 少将（1957年10月—1962年3月，海军学院副院长） - 王晓 少将（1960年11月—？，海军学院副院长） - 王清川（1977年10月—1978年7月，海军军政干部学校副校长；1978年7月—1983年3月，海军学院副院长） - 王英杰（1978年5月—1985年10月，海军学院副院长） - 李克明（1978年5月—1983年8月，海军学院副院长） - 王玉峰（1978年5月—1983年，海军学院副院长） - 彭一坤（1983年8月—1985年12月，海军学院副院长） - 徐世平 海军中将（1985年10月—1989年6月，海军学院、海军指挥学院副院长） - 王石峻 海军少将（1985年12月—1989年6月，海军学院、海军指挥学院副院长） - 冯茂祥 海军少将（1990年6月—1996年12月） - 徐执提 海军少将（1991年11月—1994年12月） - 邓文芳 海军少将（1996年12月—2000年12月） - 庄祥鸣 海军少将（1999年7月—2002年12月） - 李铁民 海军少将（1999年7月—？） - 徐普东 海军少将（2000年12月—2005年7月） - 谢小林 海军少将（2002年12月—2005年12月） - 蒋伟烈 海军少将（2004年1月—2004年6月） - 彭彰年 海军少将（2003年7月—2005年） - 谢小林 海军少将（2005年12月—？） - 郭燕冬 海军少将（？—？） - 龚允冲 海军少将（？—？） - 龙信国 海军少将（2011年—？） - 叶小陶 海军少将（2014年—） - 鲁明 海军少将（2015年—） - 马庆雷 海军少将（2016年—） | 政治委员 - 方强 中将（1957年10月—1959年1月，海军军事学院院长兼政治委员） - 雷永通 少将（1959年1月15日—1969年4月16日死亡，海军军事学院、海军学院政治委员） - 李东野（1975年—1978年，海军军政干部学校政治委员） - 左爱（1978年1月—1986年，海军学院政治委员） - 高振家（1986年10月—1988年1月，海军学院、海军指挥学院政治委员） - 康富泉 海军中将（1990年6月—1993年1月） - 周绍钧 海军少将（1993年2月—1994年7月） - 郭锡纯 海军少将（1994年7月—1998年12月） - 张仁忠 海军少将（1998年12月—2003年8月） - 周晓林 海军少将（2003年8月—2007年6月） - 阎红志 海军少将（2007年6月—2010年） - 张远 海军少将（2010年—2015年12月） - 佟海滨 海军少将（2015年12月—？） - 夏志和 海军少将（2022年—） 副政治委员 - 李东野（1966年—1969年，海军学院副政治委员） - 冯达（1975年4月—1978年8月，海军军政干部学校副政治委员） - 肖平（？—？，海军学院副政治委员） - 吴罡（1981年5月—1982年8月，海军学院副政治委员） - 陈凤文（1983年8月—1985年12月，海军学院副政治委员） - 赵宏博（？—？，海军学院、海军指挥学院副政治委员） - 景德敏 海军少将（1988年6月—1990年6月） - 吕恒礼 海军少将（1999年6月—2002年12月） - 张希隆 海军少将（2002年12月—？） - 余斌 海军少将（2004年12月—？） - 黄尧年 海军少将（？—？） - 卫宗沛 海军少将（2010年—2013年） - 王林海 海军少将（2013年—？） - 王军东 海军少将（2017年—） - 叱东学 海军少将 |

| 训练部部长（教务长） - 黄忠诚 少将（1956年6月—1962年3月，海军军事学院、海军学院副院长兼训练部部长） - 王晓 大校（1960年5月—1960年11月，海军学院训练部部长） - 孙茂祥 大校（1964年10月—1968年4月，海军学院训练部部长） - 王清川（1979年1月—1982年11月，海军学院副院长兼训练部部长） - 彭一坤（1982年11月—1983年8月，海军学院训练部部长） - 徐世平（1983年8月—1985年10月，海军学院训练部部长） - 王克强（？—？，海军学院训练部部长） - 李鼎文 海军中将（1987年6月—1990年6月） - 王春法 海军少将（1990年6月—1992年11月） - 刘振环 海军少将（1992年11月—1995年5月） - 庄祥鸣 海军少将（1995年5月—1999年7月） - 谢小林 海军少将（1999年7月—2005年12月） - 房振刚 海军少将（2005年12月—2010年） - 龙信国 海军少将（2010年—2011年） - 李汉军 海军少将（2013年12月—2014年12月） - 鲁明 海军少将（2015年—，副院长兼） 训练部副部长（副教务长） - 刘仲修 海军少将（1986年6月—1989年7月） - 张兴爽 海军少将（1986年6月—1992年11月） - 徐执提 海军少将（1989年—1991年11月） - 谢小林 海军少将（1993年8月—1999年7月） …… | 政治工作部主任 （2016年改革前称政治部主任） - 李东野（1966年—1969年，海军学院副政治委员兼政治部主任） - 王文魁（？—？，海军学院政治部主任） - 李东野（1959年—1969年，海军学院政治部主任，1966年起为副政治委员兼） - 谭天哲（？—？，海军学院政治部主任） - 赵锡江（？—1985年8月，海军学院政治部主任） - 景德敏（1985年—1988年，海军学院、海军指挥学院政治部主任） - 万九如 海军少将（1995年7月—2002年12月） - 秦兴和 海军少将（2002年12月—2004年7月） - 黄尧年 海军少将（2004年—2005年） - 余书亮 海军少将（2005年—2006年） - 丁海春 海军少将（2006年—2007年） - 卫宗沛 海军少将（2007年—2010年） - 佟海滨 海军少将（2010年6月—2015年12月） - 何清凤 海军大校（2016年—） 政治工作部副主任 （2016年改革前称政治部副主任） - 朱介元 海军少将（1983年—1992年10月，海军学院、海军指挥学院政治部副主任） - 高学敏 海军大校 （？—1992年） - 乔崖 海军少将（1990年3月—1994年8月） - 吴忠良（1996年12月—2001年12月） - 余书亮 海军大校（？—2005年） - 吴兆义 海军大校（？—？） - 叶朝明 海军大校（？—2010年） - 曹斌（？—？） |